# レスリー・チャンの神鳥英雄伝
『レスリー・チャンの神鳥英雄伝』（レスリー・チャンのしんちょうえいゆうでん、原題：楊過與小龍女、英題：Little Dragon Maiden）は、1983年の香港映画。原作は金庸の武俠小説『神鵰剣俠』。

## 概要
原作は金庸の武俠小説『神鵰剣俠』。前半は原作に忠実につくられているが、ものすごい速さでダイジェストしているため、原作を未読だと内容がほとんど理解できない。また、後半は奇想天外なオリジナルストーリーが展開され、よくも悪くも典型的な香港映画になっている。今は亡き、レスリー・チャンのアイドル時代の映画である。

## ストーリー
楊康と穆念慈の忘れ形見であるヤン・クオ（楊過）（レスリー・チャン）は母を亡くした後に郭靖（チェン・クアンタイ）・黄蓉（リュー・シュエホア）夫妻に出会って引き取られるが、夫妻の娘・郭芙や武兄弟と折り合いが悪く、かつての楊康の師門である全真教に預けられる。ところがそこでも折り合いが悪く、争いになるうちに古墓派の少女・リトル・ドラゴンメイデン（小龍女）（マリー・ジーン・レイマー）と出会って弟子入りすることになる。やがて楊過と小龍女の2人は愛し合うが、同時に波乱に巻き込まれることになる。

## キャスト
- ヤン・クオ（楊過） - レスリー・チャン（張國榮）
- リトル・ドラゴンメイデン（小龍女） - マリー・ジーン・レイマー（翁靜晶）
- 郭靖 - チェン・クアンタイ（陳觀泰）
- 黄蓉 - リュー・シュエホア（劉雪華）

## スタッフ
- 原作：金庸『神鵰剣俠』
- 監督：華山（ホア・シャン）
- 脚本：譚嬣、蔡乃斌
- 撮影：黄文雲
- アクション監督：江道海、劉志豪